# Psaltare och lyra (musikalbum)
Psaltare och lyra utkom 1974 och är ett musikalbum med den kristna sångaren Artur Erikson. Större delen av sångerna är hämtade från tidigare EP-skivor. På ett par av sångerna medverkar också Västerdalskören.

## Låtlista

### Sida 1
1. Tack Gud (Danke)
2. Var dag är en sällsam gåva
3. Men Jesus hjälper
4. Om Gud förglömde världen
5. Pilgrimsvägen
6. Psaltare och lyra
7. Hela Guds värld är av under full

### Sida 2
1. Somnar jag in med blicken fäst
2. Led milda ljus
3. Var är den vän som överallt jag söker
4. Gud är din fader
5. Som hjorten på den torra hed
6. Förlåt
7. Har du en dröm